# Mariborska krvava nedjelja
Mariborska krvava nedjelja (njemački: Marburger Blutsonntag, slovenski: Mariborska krvava Nedelja) je naziv za pokolj koji se dogodio u ponedjeljak 27. siječnja 1919. u Mariboru (njemački: Marburg an der Drau) u Sloveniji. Vojnici iz vojske Kraljevine Srba, Hrvata i Slovenaca (buduće Jugoslavije), pod zapovjedništvom slovenskog časnika Rudolfa Maistera, ubili su između 9 i 13 njemačkih civila, ranili još oko 60, za vrijeme prosvjeda u središnjem gradskom trgu. Procjene žrtava se razlikuju između slovenskih i austrijskih izvora.
U studenom 1918, nakon Prvog svjetskog rata, područje južne Koruške i južne Štajerske, na koje je polagala pravo Republika Njemačka Austrija, bili su zarobljeni od strane vojnih postrojbi pod zapovjedništvom Maistera.
Maribor je bio najveći grad u južnoj Štajerskoj s 80%  njemačkog stanovništva. Američko izaslanstvo na čelu sa Shermanom Milesom posjetilo je Maribor 27. siječnja 1919. kao dio šire misije rješavanja teritorijalnih sporova. Na isti dan, njemački građani su organizirali prosvjed izražavajući želju za uključenje Maribora u Njemačku Austriju. Prosvjed su prekinuli Meisterovi vojnici pucajući na ljude i uzrokuju brojne žrtve. Kao odgovor, Njemačka Austrija pokrenula je vojnu ofenzivu kojom su protjerani Slovenci iz nekoliko manjih gradova u Gornjoj Štajerskoj uz rijeku Muru. Primirje dogovoreno je uz posredovanje Francuske u veljači 1919. Prema Ugovoru iz Saint-Germain-en-Laye, potpisanom 10. rujna 1919., Maribor i ostatak Donje Štajerske postali su dijelom Kraljevine Srba, Hrvata i Slovenaca. Odgovornost za mariborski masakr nikada nije utvrđena. 

## Pozadina
Republika Njemačka Austrija je nastala nakon poraza Austro-Ugarske u Prvom svjetskom ratu i potraživala je pravo na područja s pretežno njemačkim stanovništvom unutar granica bivšeg carstva. Pored područja Republike Austrije, to je uključivalo i dijelove Južnog Tirola i grada Trbiža (tal. Tarvisio), oboje u sklopu sadašnje Italije; južnu Korušku i južnu Štajersku, sada u Sloveniji, te sami Sudeti i Njemačka Češka (kasnije dio Sudetenlanda), sada u Češkoj Republici. 
Pobjedničke savezničke snage podijelile su područje bivše Austro-Ugarske između Njemačke Austrije, Mađarske i nekoliko drugih zemalja. Iako je podjela teritorija provedena kroz proglašenje načela nacionalnog samoodređenja, populacije etničkih Nijemaca i Mađara i dalje su živjeli u mnogim od tih područja, uključujući Čehoslovačku, Rumunjsku i Kraljevinu Jugoslaviju.
Kontrola nad Mariborom je bila predmet spora Jugoslavije i Njemačke Austrije. Savezni Zakon Njemačke Austrije o "rasponu, granicama i odnosima državnih teritorija 22. studenog 1918", ustvrdio je potraživanja na područje Donje Štajerske u kojima je Marburg / Maribor bio smješten, ali su isključili iz svojih zahtjeva pretežno slavensko-naseljena područja. Da bi riješili pitanje vlasništva Koruške, većeg područja koje je Donja Štajerska činila dio, Coolidge misija pod upravom SAD-a predložila je u Beču demografsko istraživanje teritorija. Misiju je vodio Archibald Cary Coolidge, profesor povijesti na Harvardskom sveučilištu, a djelovao je pod američkim povjerenstvom za mirnovne pregovore. Misija je imenovala izaslanstvo na čijem je čelu bio pukovnik Sherman Miles, a uključivalo je i poručnika LeRoya Kinga, profesora slavenskih jezika na Sveučilištu Missouri, i profesore Roberta Kernera i Lawrencea Martina.
Na putu do Koruške, izaslanstvo je posjetilo Maribor koji, prije Prvog svjetskog rata, imao stanovnika od 80% austrijskih Nijemaca i 20% Slovenaca. Većina Mariborskog kapitala i javnog života bio je u austrijsko-njemačkim rukama i grad je bio poznat uglavnom po svom njemačkom naziv Marburg an der Drau (Marburg na Dravi). Prema posljednjem popisu stanovništva Austro-Ugarske u 1910, grad i njegova okolica Studenci (Brunndorf), Pobrežje (Pobersch), Tezno (Thesen), Radvanje (Rothwein), Krčevina (Kartschowin), i Košaki (Leitersberg) naseljavalo je 31.995 austrijskih Nijemaca (uključujući i Židove koji su govorili njemački), a 6.151 etničkih Slovenaca. Okolno područje je bilo međutim naseljeno gotovo u potpunosti od strane Slovenaca, iako su mnogi austrijski Nijemci živjeli u manjim mjestima kao što su Ptuj (Pettau, 79,39%) ili Celje (Cilli, 66,80%).
U studenom 1918, slovenski bojnik (kasnije general) Rudolf Maister zauzeo je grad Maribor i okolicu Donje Štajerske u ime novoformirane države Slovenaca, Hrvata i Srba, preteče kraljevine Jugoslavije.  Dana 23. studenog, 1918, Maister i njegovi vojnici su razoružali i raspustili "Zelenu gardu" (njemački: Schutzwehr, slovenski: Zelena Garda). snage sigurnosti pod nadzorom Mariborskog gradskog vijećaMaister je zarobio i nekoliko sela i gradova sjeverno od rijeke Mure, uključujući i Lichendorf, Bad Radkersburg, Mureck i Marenberg. Dana 31. prosinca 1918 Maisterova jedinica je zatvorila 21 istaknutog građanina Maribora etničkog njemačkog podrijetla.

## Pokolj
Izvori se razlikuju oko točnog uzroka i opsega pokolja u Mariboru. Svi se slažu da je 27. siječnja 1919., izaslanstvo Coolidge Misije, na čelu sa Shermanom Milesom, posjetilo Maribor i otkrilo da se tisuće građana njemačkog etničkog podrijetla okupilo na glavnom gradskom trgu i mahalo zastavama Njemačke Austrije, od kojih su mnoge također krasile obližnje zgrade. Njemački austrijski izvori pokazuju da je 10.000 prosvjednika pjevalo pjesme i nosilo domoljubnu odjeću. Dvadeset vojnika pod zapovjedništvom Maistera je bilo stacionirano ispred gradske vijećnice, naoružano puškama s bajunetama.
Izvori na njemačkom jeziku tvrde da su vojnici počeli pucati u gomilu, bez provokacija, ciljajući na nenaoružane civile. Prema tim izvorima žrtava je bilo 13, a daljnjih 60 prosvjednika je ranjeno.
Slovenske procjene istog događaja tvrde da su vojnici počeli vatru tek kad je austrijski državljanin ispraznio revolver u smjeru slovenskog vojnika, ciljajući bajunet jednog od njih Vojnici su zatim uzvratili vatru. Po ovoj računici bilo je 11 ubijenih, a nepoznat broj ranjenih.

## Posljedice
Nakon ovih događaja, 4. veljače 1919, Njemačka Austrija je započela vojnu ofenzivu kako bi opet zauzela regiju Gornje Štajerske pod nadzorom   Maisterovih vojnika.Primirje je dogovoreno 10. veljače 1919, pod francuskim posredovanjem iz vojne misije u Mariboru. 13. veljače 1919, mirovni sporazum potpisan je i Maister je povukao trupe iz Gornje Štajerske.
LeRoy King, jedan od članova Misije Coolidge, napisao je u svom izvješću da su vlasti u Mariboru bile sumnjičave oko rada misije i očito su se bojali da je imala neotkrivene podatke koje bi radije skrila od javnosti. On je uzvraćao je da ima slovenskog stanovništva u Štajerskoj, koji bi radije ostalo pod austrijskom vlašću.
Ugovorom iz Saint-Germain-en-Laye, potpisanim 10. rujna 1919, smatrano je da Maribor bio čvrsto pod kontrolom Jugoslavenske vojske, te da, jer Slovenci čine većinu u području oko grada, Maribor treba ostati, zajedno s ostatkom Donje Štajerske, unutar Kraljevine Srba, Hrvata i Slovenaca.
Odgovornost za pucnjavu u Mariboru nikada nije uvjerljivo utvđena. Austrijski izvori pripisuju krivnju Rudolfu Maisteru, te ga u nekim izvorima spominju kao "mariborskog koljača"
 U Sloveniji, naprotiv, Maister ostaje pozitivno upamćen. Brojna društva,  institucije i ulicenose njegovo ime, a on se obilježava u nekoliko spomenika.